# 红角落
《红角落》（英語：Red Corner）是一部1997年制作的美国政治驚悚片。该片的导演是乔恩·艾弗耐特，主演李察·吉爾、白灵。该片揭示中国政府、司法部门和高层人员的腐败问题，所以在中国大陆禁播。
电影讲述了一个美国富有商人杰克试图与中国政府完成一笔卫星通讯交易。在交易的进行中，他被陷害成为一个谋杀了非常有权势的中国将军的女儿的兇手，而这次卫星通讯交易也被他的竞争对手得到。他的辩护律师沈玉玲起初不相信杰克的清白，但是随着两个人对案情的侦查，逐渐发现了事件的真相。
电影是在美国拍摄完成，劇中的北京場景也都是在美國洛杉矶以一比一的比例複製搭景完成，裡面的中國人也幾乎都是找亞裔演員來擔任，少数如开场的镜头在天安门的那段是在北京拍摄完成。
影片获1997年国家评论协会言论自由奖，白灵凭借本片获国家评论协会奖最具突破女艺人及圣地亚哥影评人协会最佳女演员奖。

## 剧情
美国一家通讯公司的法律代表杰克·摩尔前往中国，希望和中国政府共同成立通信卫星公司。眼看着协议就要得到拍板通过，结果摩尔被指杀害解放军高级将领之女，卫星协议转给了竞争对手格哈特·霍夫曼。官派律师沈玉琳最初不相信摩尔的无辜说辞，但随着两人逐渐发掘事件的真相，不仅为摩尔洗清罪名，还发现中央政府的高官联手策划了一场巨大阴谋。沈律师让高官放出证明摩尔无罪的证据，摩尔很快获释，同时策划这场阴谋的真相被捕。摩尔和沈律师在机场分别的时候，希望她能和自己一起离开中国，但沈律师决定留下来，因为这个案件让她认识到中国满是不公正的现象。不过，她也承认这次经历改变了她的人生，现在她已经把他当成家人。两人在机场跑道深情相拥后，摩尔出发回到美国。

## 阵容
- 李察·基爾 饰 杰克·摩尔（Jack Moore）
- 白灵 饰 沈玉琳（Shen Yuelin）
- 布萊德利·惠特福德 饰 鲍勃·格里（Bob Ghery）
- 文峰 饰 林丹（Lin Dan）
- 彼得·多纳特（英语：Peter Donat） 饰 大卫·麦克安德鲁斯（David McAndrews）
- 罗伯特·斯坦顿（英语：Robert Stanton (actor)） 饰 埃德·帕拉特（Ed Pratt）
- 周采芹 饰 许审判长（Chairman Xu）
- 吴汉章 饰 林寿（Lin Shou）
- 马泰 饰 李程（Li Cheng）
- 乌尔里希·马修斯（英语：Ulrich Matschoss） 饰 格哈特·霍夫曼（Gerhardt Hoffman）
- 理查德·芬奇 饰 里德大使（Ambassador Reed）
- 孟广美 饰 洪玲（Hong Ling）
- 罗杰·袁（英语：Roger Yuan） 饰 宦明路（Huan Minglu）
- 刘季友 饰 洪将军（General Hong）
- 区亨利（英语：Henry O） 饰 杨总检察长
- 肯特·福尔孔（英语：Kent Faulcon） 饰 海军护卫队
- 李家耀（Jia Yao Li） 饰 刘局长（Director Liu）
- 吕玉堃 饰 刘局长助理
- 罗伯特·林（Robert Lin）饰 刘主任翻译[5]

## 制作
影片于洛杉矶拍摄，采用精美的布景及计算机动画渲染的3500张来自中国的静态照片及2分钟画面。为了塑造真实感，多位北京的演员凭签证前来美国参与拍摄。法庭和监狱场景按照中国律师及法官的描述重塑，中国囚犯被处决的画面也是真实的。向艾弗耐特和他的剧组提供影片和描述的人士冒了很大的风险。

## 评价
烂番茄收录23条评论，打出30%的腐烂度。
《纽约时报》的珍妮特·马斯林提到了希区柯克式的设定给“定罪”（conviction）一词赋予了双重含义，融合了外界对中国的好奇及娱乐价值。
《芝加哥太阳报》影评人罗杰·伊伯特认为影片是一部“造作累赘的惊悚片，非常彻底地宣泄出理查·基尔不满共产中国的情绪，剧情和角色都笼罩在阴谋中。中国的电影做得都比他们好。有别于《蓝风筝》和《活着》等中国电影用局内人的了解和细节批评中国，《红角落》像是一场混搭了派瑞·梅森的排外游记。”
《国际电影杂志》的辛西娅·兰斯顿（Cynthia Langston）认为影片“太假、太造作、太明显的好莱坞风，吉尔可能没想让观众增进对相关问题的了解，或是提供相应的解决方案。”
《洛杉矶时报》的肯尼斯·杜兰（Kenneth Turan）认为影片是一部“呆滞乏味的情景剧，某些要紧地方产生的错觉进一步阻碍了剧情的发展。不过这种一己之力对抗体制的故事有点骇人，想要展现中国的司法状况，但却被仇外的态度所拖累。”
《Salon》影评人安德鲁·奥赫希尔 （Andrew O'Hehir）认为影片的潜台词“吞噬了剧情，留下来的只有基尔的高尚情操及过人的男子气概，两者很明显都受到招待不够的中国女性观众认可。”他认为影片加深了西方世界对亚洲女性性欲的刻板印象（例如《苏丝黄的世界》）及过时的刻板印象。
Total Film给出3/5星的评分，认为影片是“一部半惊人的惊悚片，在路人导演及无趣的理查·基尔带动下变得黯然失色。尽管如此，新人白灵及不眨眼凝视严苛的中国法律体制不让影片成为一起容易解决的案子”，认为部分描绘中国法律体制待人严苛的戏份“发人深省”，其余场景“娱乐性一般”。

## 审查
影片因针砭中国司法体制，在中国遭到审查和封禁。吉尔认为影片提供了“看待西藏问题的另一个角度”，尽管没有提到西藏。中国政府曾派员与制片发行方米高梅公司接洽，询问对方为什么要选择中国国家主席江泽民访问美国期间上映这部电影。中国国家广播电视总局向美国电影协会主席杰克·瓦伦蒂发去备忘录，并致信中国各大电影公司，要求不得与制作《红角落》的米高梅/联美、《達賴的一生》的华特迪士尼及《西藏七年》的哥伦比亚合作，认为上述影片“恶意攻击中国，伤害中国人民的感情”。吉尔认为自己积极参与西藏事务，与西藏精神领袖达赖喇嘛的关系干扰到他的电影生涯，所参与电影的融资、制作和发行均受到影响。
2020年，吉尔在美国参议院金融委员会及国际贸易、海关和全球竞争力小组委员会就“审查制度成为非关税壁垒”作证，认为经济利益迫使电影公司力避提及好莱坞曾提及的社会及政治议题：“想想马丁·斯科塞斯讲述达赖喇嘛一生的《達賴的一生》，想想我自己那部严厉批评中国司法体制的《红角落》。如果这两部电影放在今天制作，那完全不可能。”